# Reformierte Kirche St. Antönien

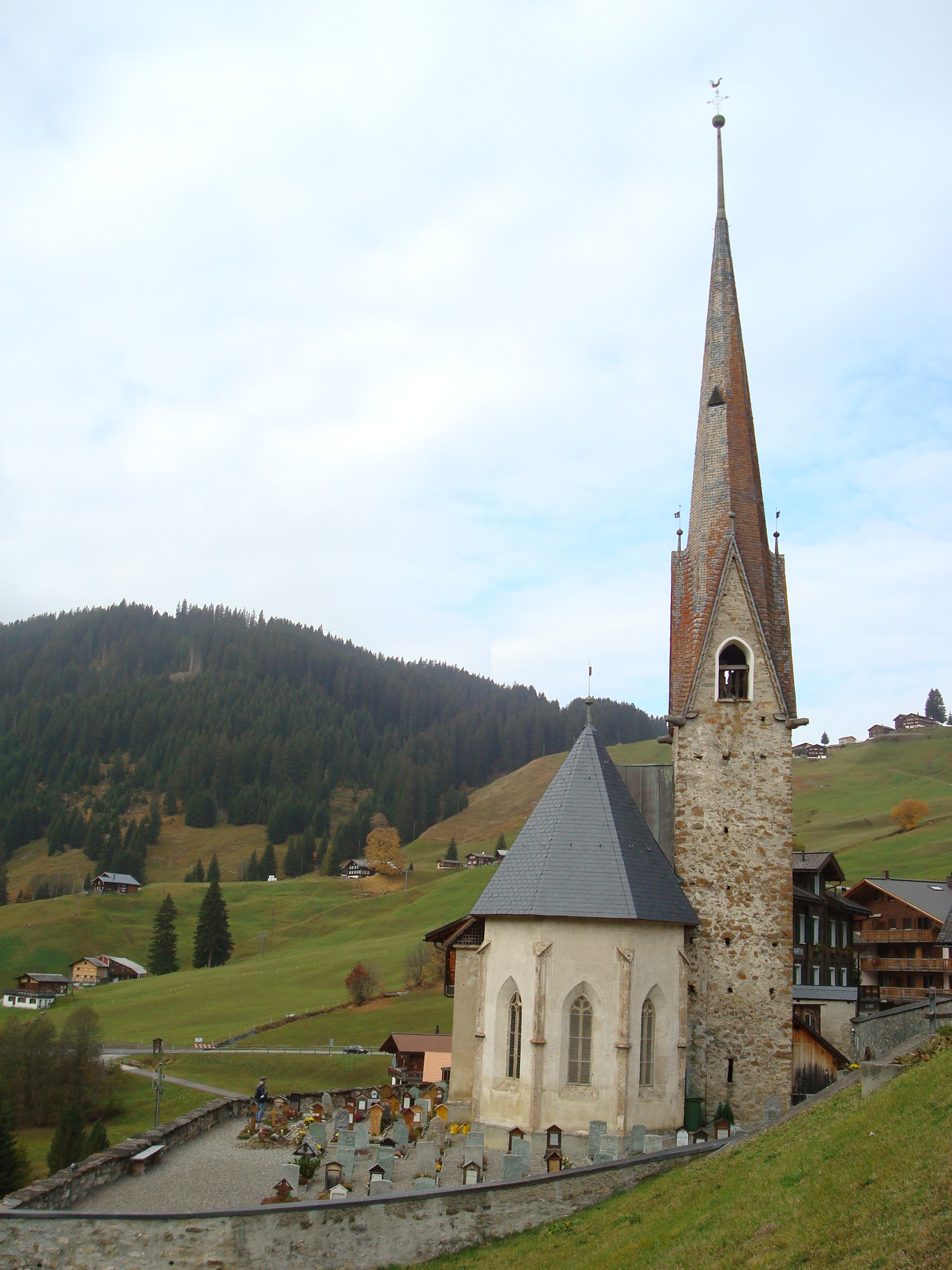
Die Dorfkirche in St. Antönien

Die reformierte Kirche St. Antönien in St. Antönien im Prättigau ist ein evangelisch-reformiertes Gotteshaus unter dem Denkmalschutz des Kantons Graubünden.

## Geschichte
Die Kirche stammt aus der Mitte des 14. Jahrhunderts und stand unter dem Patrozinium des heiligen Antonius. 1493 erfolgte ein Neu- und Erweiterungsbau im Stil der Spätgotik, bei dem auch der Kirchturm erhöht wurde. Bereits 1523/24 wurde durch das Wirken von Jakob Spreiter die Reformation angenommen.

## Ausstattung
Das Kirchenschiff im Inneren ist mit einem Tonnengewölbe aus Holzleisten überzogen. Der Chor ist von einem kunstvollen Sterngewölbe überdeckt. in der Mitte des Chors steht ein Taufstein, der nach reformierter Tradition zugleich als Abendmahlstisch fungiert. Die polygonale Kanzel ohne Schalldeckel, die durch einen langgestreckten Aufstieg bestiegen wird und hinter der ein mächtiger Predigtstuhl angebracht ist, vermittelt auf linker Seite zwischen Chor und Schiff. Auf der Empore steht seit 1966 eine 1730 durch Johann Conrad Speisegger erbaute Orgel.
Die Kirche überstand im Laufe der Jahrhunderte mehrere Lawinenniedergänge unbeschadet.

## Kirchliche Organisation
Die Evangelisch-reformierte Landeskirche Graubünden führt St. Antönien als kleine eigenständige Kirchgemeinde.

## Galerie

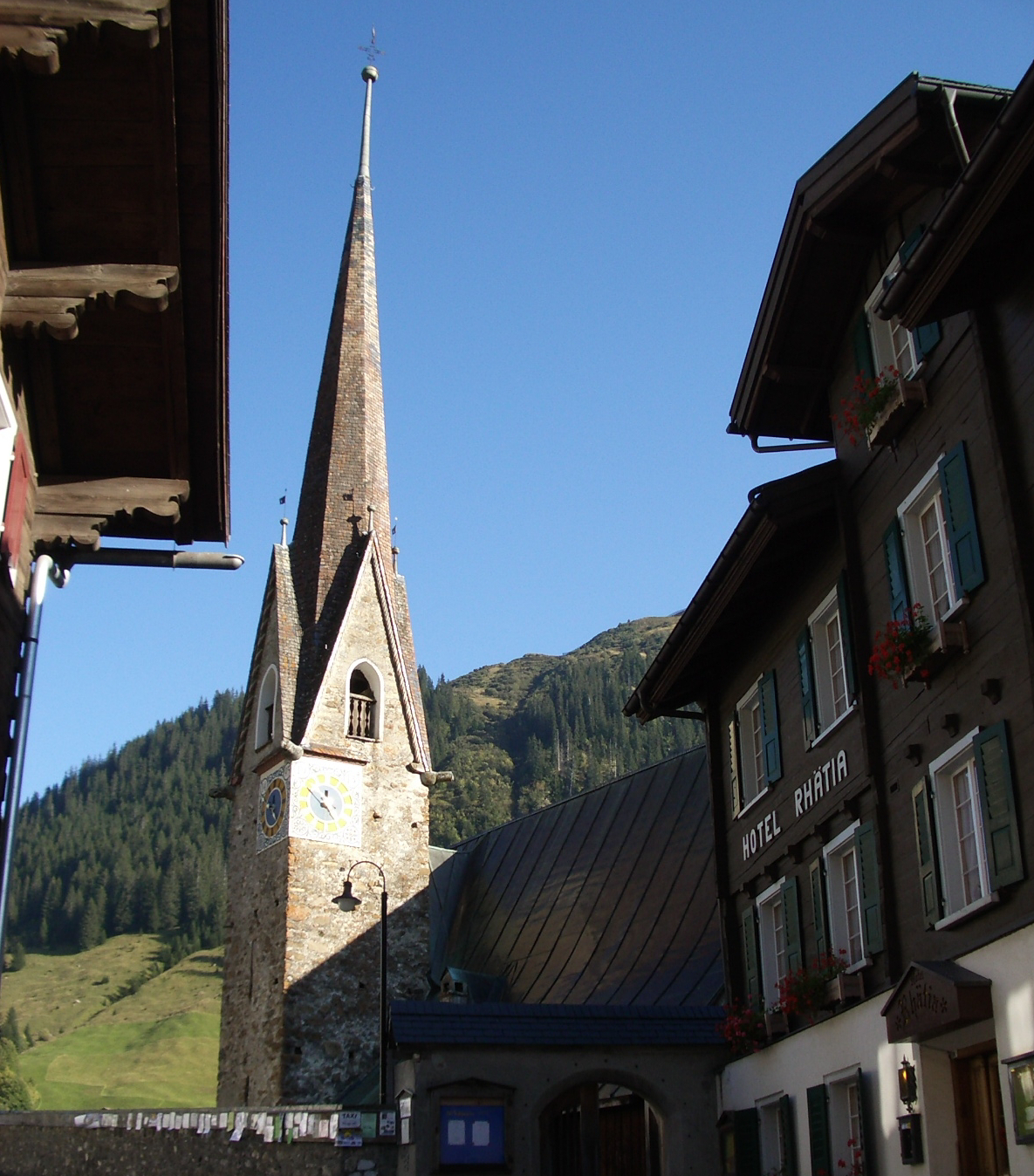
Kirchturm
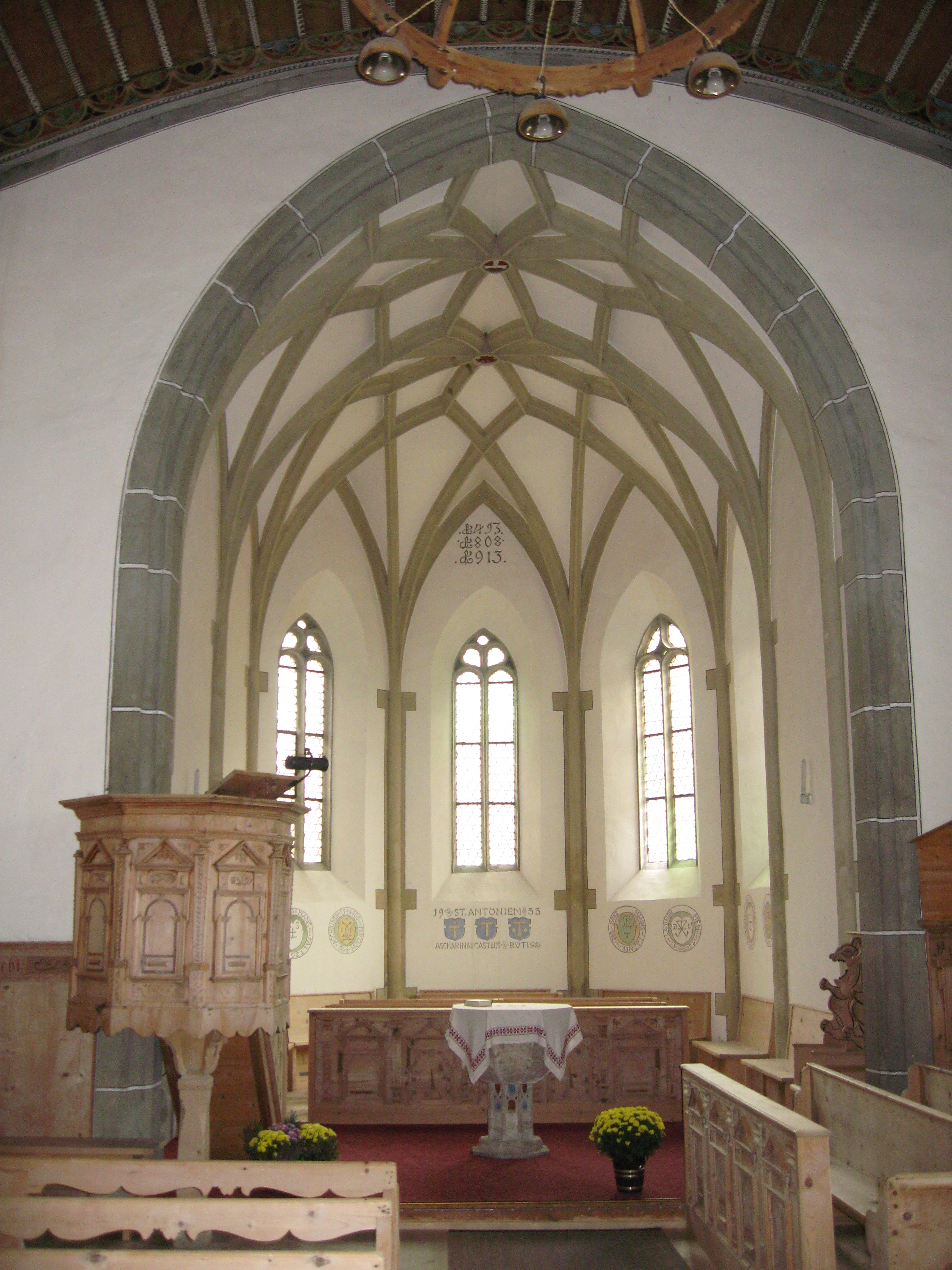
Chorraum
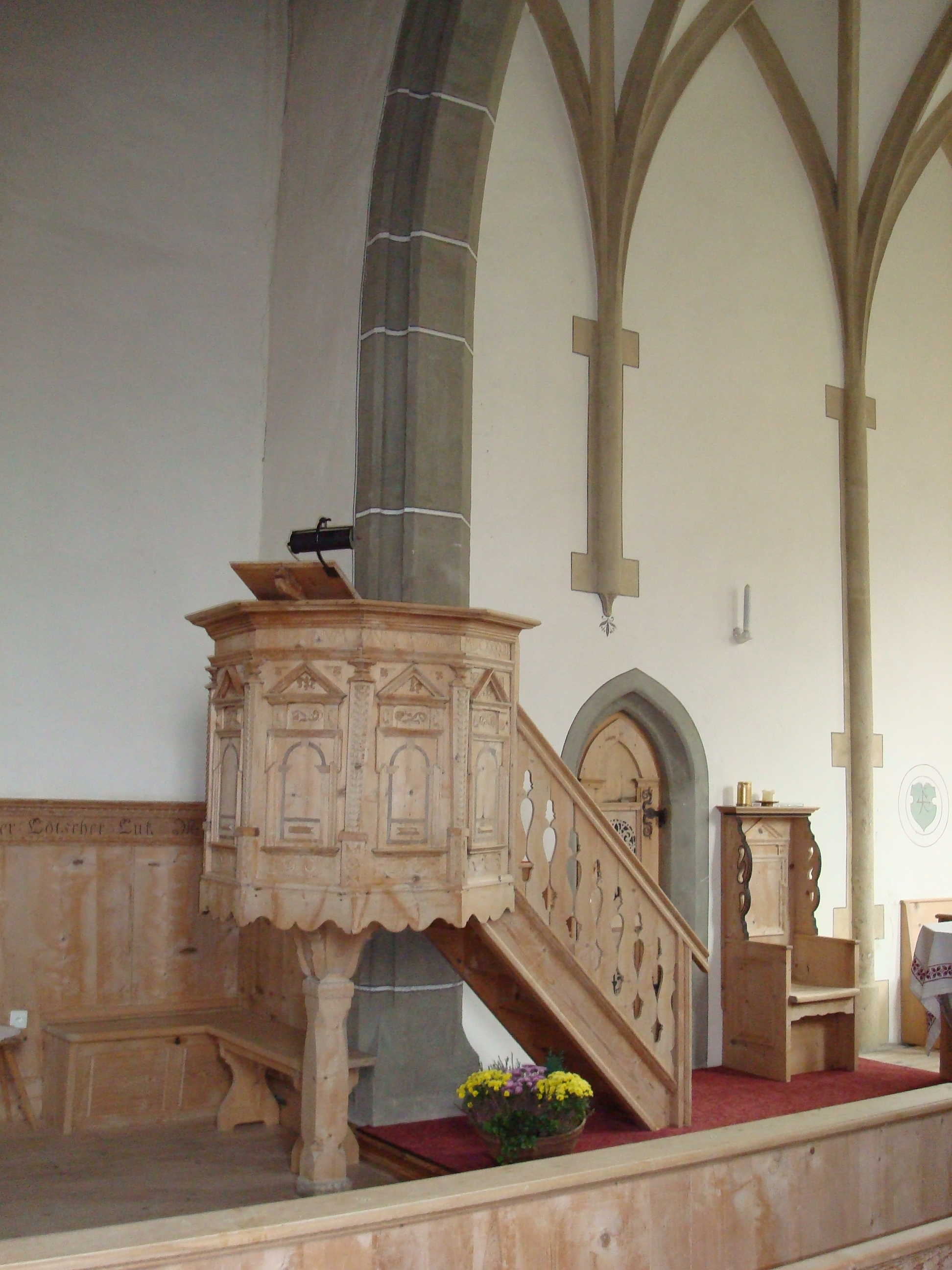
Kanzel
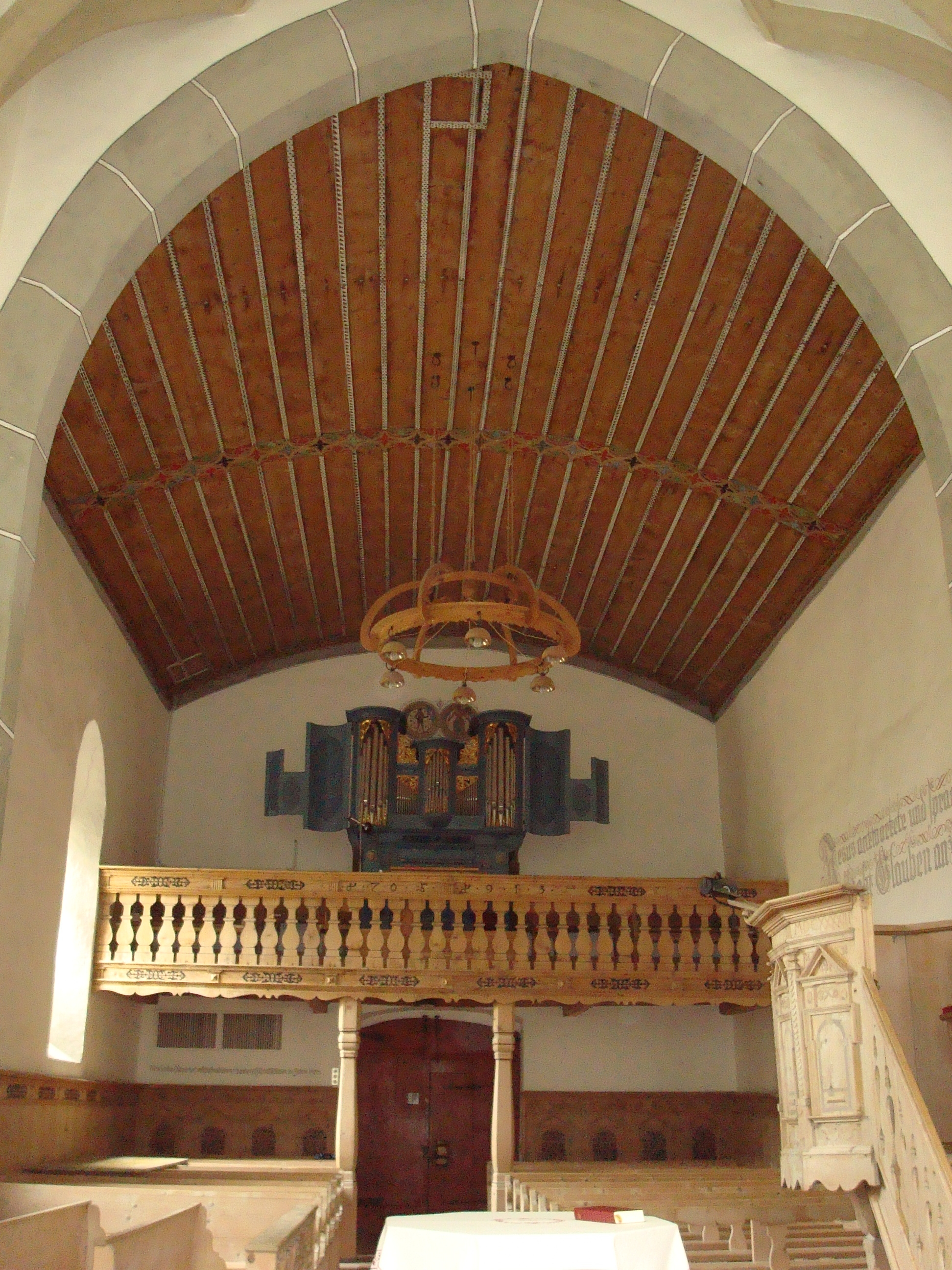
Empore mit Orgel
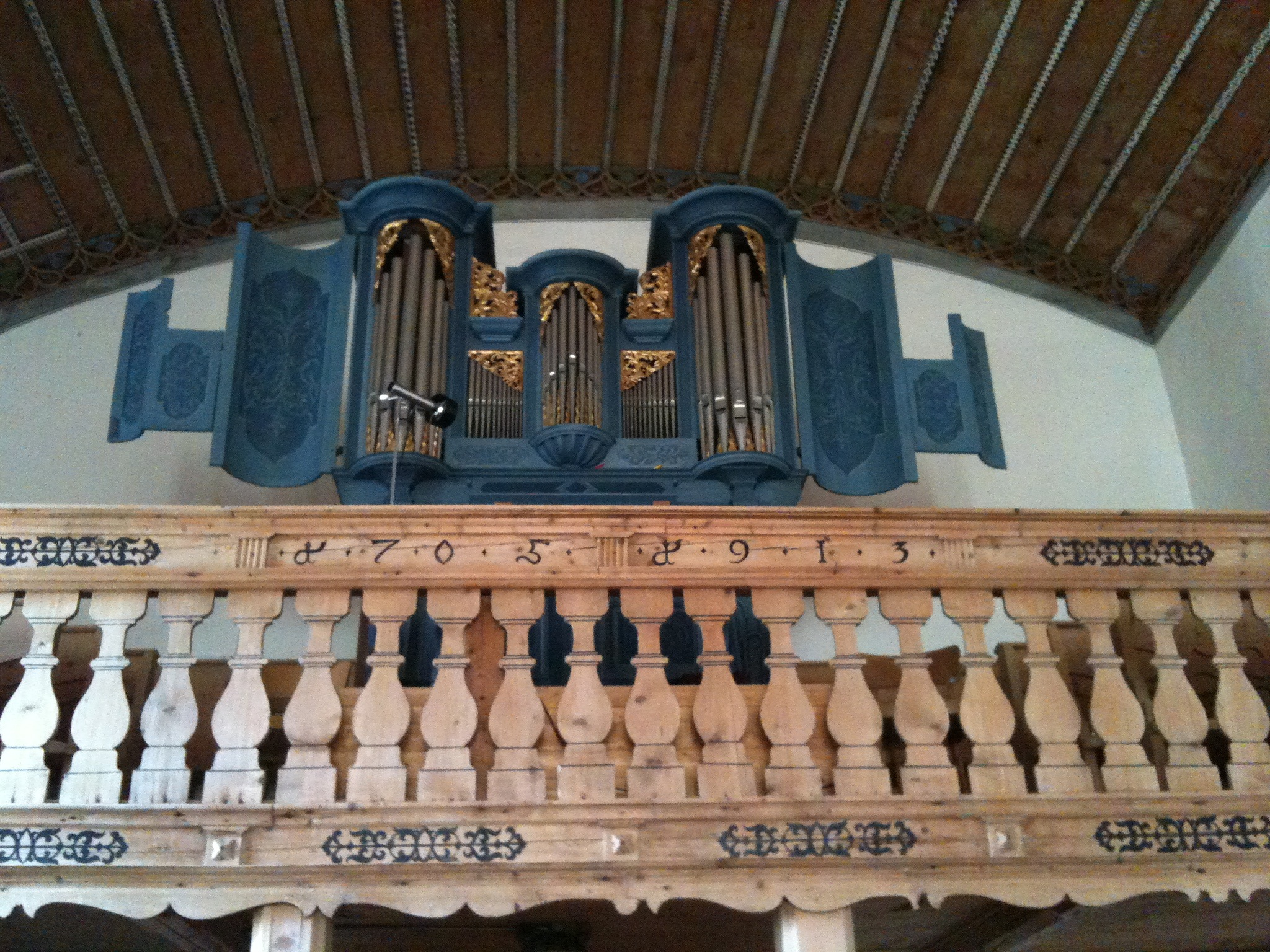
Orgel
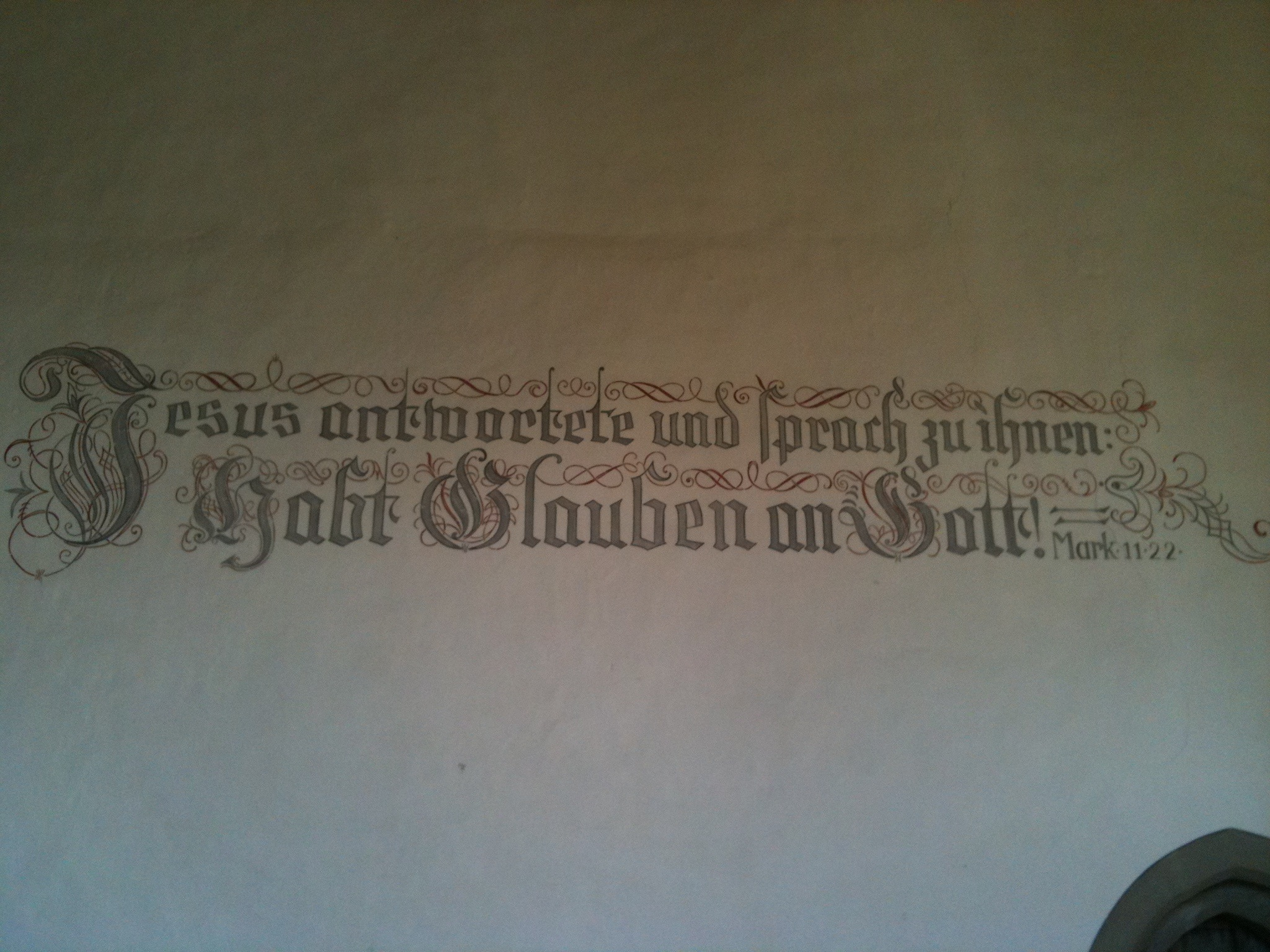
Biblischer Wandspruch
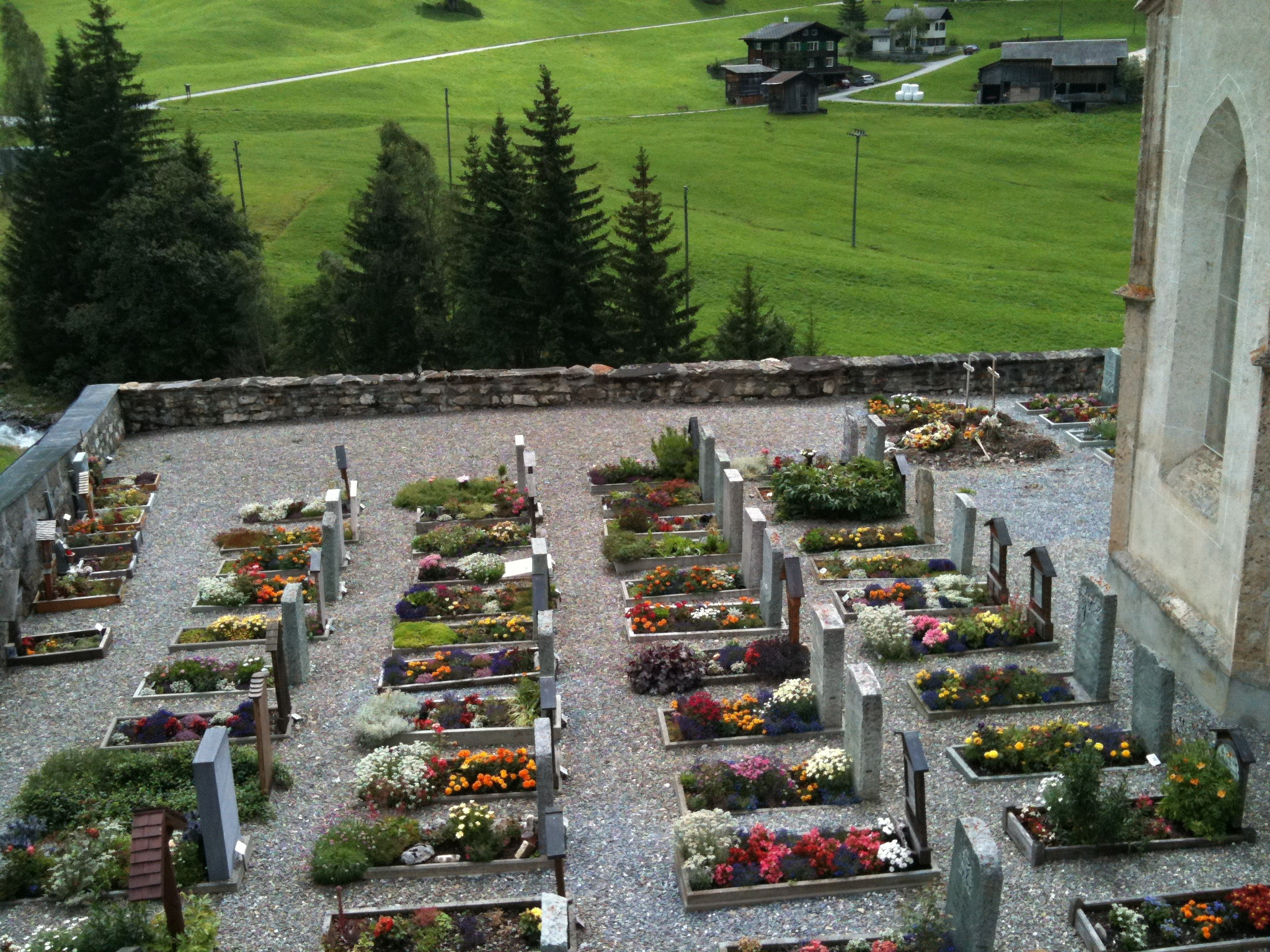
Friedhof vor der Kirche